# Monika Csaszar
Monika Csaszar född den 17 november 1954 i Budapest, Ungern, är en ungersk gymnast.
Hon tog OS-brons i lagmångkampen i samband med de olympiska gymnastiktävlingarna 1972 i München.